# Hokuto Nakamura
Hokuto Nakamura (jap. 中村 北斗 Nakamura Hokuto; ur. 10 lipca 1985) – japoński piłkarz. Obecnie występuje w Avispa Fukuoka.

## Kariera klubowa
Od 2004 roku występował w klubach Avispa Fukuoka, FC Tokyo i Omiya Ardija.

## Kariera reprezentacyjna
W 2005 roku Hokuto Nakamura zagrał na Mistrzostwach Świata U-20.